# USS Halsey (DDG-97)
Le USS Halsey (DDG-97) est un destroyer américain de la classe Arleigh Burke ; il est le 47e destroyer de cette classe, équipée du système de combat Aegis.

## Origine du nom
Le USS Halsey tire son nom du Fleet Admiral William F. Halsey. Celui-ci était né à Elizabeth, dans le New Jersey, le 30 octobre 1882. Il était lui-même le fils du capitaine de la marine américaine William F. Halsey, Sr. (en).
Le destroyer Halsey a été mis en service le 30 juillet 2005 à Naval Air Station North Island à Coronado (Californie), sous le commandement du Commander James L. Autrey,.

## Historique de l'activité
En 2024 : participation à l'Exercice naval multilatéral Milan.

## Divers
On peut le voir dans la série The Last Ship sous le nom d'USS Nathan James (DDG-151).